# 2015 RG279
2015 RG279 est un objet transneptunien de la famille des objets détachés, d'un diamètre d'environ 190 km.